# کی هیراتا
کی هیراتا (ژاپنی: 平田 圭؛ زادهٔ ۹ سپتامبر ۱۹۶۹) یک بازیکن فوتبال اهل ژاپن است.
از باشگاه‌هایی که در آن بازی کرده‌است می‌توان به باشگاه فوتبال جف یونایتد چیبا اشاره کرد.